# Albert Preuß
Robert Albert Preuß (ur. 29 stycznia 1864 w Axien, zm. ?) – niemiecki strzelec, medalista olimpijski.
Preuß wystąpił na Letnich Igrzyskach Olimpijskich 1912 w czterech konkurencjach. Indywidualnie najwyższą lokatę osiągnął w trapie, w którym uplasował się na 5. miejscu. W trapie drużynowym zdobył wraz z kolegami z reprezentacji brązowy medal, osiągając przedostatni rezultat wśród niemieckich strzelców (skład zespołu: Erich von Bernstorff-Gyldensteen, Alfred Goeldel-Bronikoven, Horst Goeldel-Bronikoven, Erland Koch, Albert Preuß, Franz von Zedlitz und Leipe).
Był szefem Wojskowo-Przemysłowej Stacji Doświadczalnej Neumannwalde, a także redaktorem Shooting System, będącego dodatkiem do gazety Deutsche Jäger-Zeitung. Autor książki Lehrbuch des Flintenschießens (1905).

## Wyniki

### Igrzyska olimpijskie
| Igrzyska       | Konkurencja                          | Wynik                                    | Miejsce | Źródło |
| -------------- | ------------------------------------ | ---------------------------------------- | ------- | ------ |
| Sztokholm 1912 | Runda pojedyncza do sylwetki jelenia | 28 pkt.                                  | 23      | [ 2 ]  |
| Sztokholm 1912 | Runda podwójna do sylwetki jelenia   | 47 pkt.                                  | 18      | [ 3 ]  |
| Sztokholm 1912 | Trap                                 | 88 pkt. (17–25–46)                       | 5       | [ 4 ]  |
| Sztokholm 1912 | Trap, drużynowo                      | 510 pkt. (druż.) 81 pkt. ind. (18–25–38) |         | [ 5 ]  |